# Gustaf Kierman
Gustaf Kierman, född 1702 i Askersund, död 15 november 1766 i Marstrand, var en svensk affärsman och politiker.

## Biografi
Kierman var född i Askersund som son till handlanden och rådmannen Anders Svensson Kierman och Elisabeth Sundberg. Lyckade affärer drog honom till Stockholm, där han lät uppföra ett hus på Djurgården. Av Stockholms borgerskap valdes han vid 1738–39 års riksdag som fullmäktig för borgarståndet. Han insattes genast i det sekreta utskottet, där han blev kvar under alla av honom bevistade riksdagar fram till riksdagen år 1760–62. Han anslöt sig här till Hattpartiet och ingick i förening med sin kollega Thomas Plomgren avtal med franske ambassadören att mot en viss penningsumma hålla det vacklande borgarståndet på hattarnas sida. 
Efter lyckad tjänst i det avseendet fick han även förtroende att förmedla franskt understöd (eller mutor) till andra politiker som var beredda att ställa sig på partiets sida. Detta underlättade hans karriär och han tillsattes som fullmäktig i manufakturkontoret och i riksbanken, en position varifrån han hade möjlighet att ge sig själv fördelaktiga lån. Han gjorde också stora vinster genom sin position som styresman i växelkontoret "för kursens styrande". 1755 och 1760 blev han också borgarståndets talman och 1757 handelsborgmästare i Stockholm, kort därefter dessutom direktör för Ostindiska kompaniet. År 1751 grundade han Kalkuddens tegelbruk utanför Mariefred. Han räknas till de rika köpmän i Stockholm som kallades Skeppsbroadeln.
Han stod på sin lyckas höjd, då hans uteblivna återval till 1765–66 års riksdag förebådade sakernas vändning. När mössorna nu kom till makten underkastades växelkontoret en hård granskning, som hade till följd en allvarsam räfst med växelkontorets ledamöter och i första hand Kierman. Han skiljdes omedelbart från sin befattning vid Ostindiska kompaniet och hans egendom belades med kvarstad som säkerhet för de summor staten ansåg sig ha att fordra åter. 
Till en början beslutade sekreta utskottet att Kierman och hans bolagsmän skulle ställas under bevakning i sina hem. När de sedan försvarade sig mot beskyllningarna väckte deras försök att "med varjehanda skäl söka bemantla sina förbrytelser" en sådan vrede, att stora deputationen beslutade att Kierman ögonblickligen skulle sättas i allmänt fängelse. När han på natten fördes dit samlades en uppretad folkmassa utanför hans bostad, kastade stenar genom fönstren, överföll vakten och hotade med att själv skipa rättvisa. Man tvingades skicka förstärkning till vaktmanskapet för att rädda fången undan den upprörda folkmassan.
I juni var riksdagens stora deputation färdig med sin uträkning av de Kiermanska växelkontorens skuld och hade kommit fram till att bolagsmännen egennyttigt tillskansat sig över 6 miljoner daler silvermynt av staten. Kierman dömdes för svekligt förfarande till en månads fängelse på vatten och bröd vid Marstrands fästning, där han avled 15 november 1766. Från Marstrand fördes hans kropp till Riddarholmskyrkan där han gravsattes. 
Präste- och bondestånden hade velat skärpa Kiermans straff med schavottering vid skampåle i Stockholm och alla städer på vägen till Marstrand. I prästeståndet yttrade biskop Jacob Serenius att de anklagade borde behandlas som tjuvar som gripits på bar gärning, och det stulna godset tas ur deras hand. Skalden Gustav Fredrik Gyllenborg belyste i sin självbiografi det starka hatet mot Kierman:
| ” | Jag minns i justitiedeputation, där jag var ordförande, lektor Kraftman från Finland, en from man, blek som ett lärft. Men när frågan var om Kierman, uppsteg blodet i hans ansikte, och hans ögon blevo eldröda. Med all en prästmans iver mot en fattig syndare predikade han utan att kunna förstås. Orden fastnade i halsen. Han måste ledas i förmaket att åter komma sig före och under vattendrickande svalka sin hetta. I domen över Kierman åtnöjdes han ej med det mest oförtjänta straff. Han tillade för sin del: schavotten. | „ |

Sedan hattarna 1769 återvunnit majoriteten i riksdagen lyckades Kiermans arvingar dock utverka upprättelse för åtalet och återfick allt arv efter Kierman. Hans barn adlades även för hans förtjänster med namnet Kjerrmansköld.

### Familj
Kierman gifte sig första gången 25 september 1725 i Sankt Nikolai församling, Stockholm med Anna Margareta Geding (1698–1750), dotter till kofferdikaptenen Urban Geding och Margareta Hysing. Anna Margareta Geding var änka efter handelsmannen Hans Henrik Björkman. Kierman och Geding fick tillsammans barnen Sofia Charlotta Kjerrmansköld (1731–1782) som var gift med landshövdingen Fredrik Ulrik Insenstierna och Ulrika Kjerrmansköld (1734–1804) som var gift med generallöjtnanten Johan Didrik Duwall.
Kierman gifte sig andra gången 24 april 1753 med Juliana Brandel (1712–1767), dotter till körsnären Christoffer Brandel och Maria Swenck i Stockholm. Juliana Brandel var änka efter handlanden Ephraim Lothsack. Kierman och Brandel fick tillsammans dottern Gustava Kjerrmansköld (1754–1829).